# Santiago Marí Torres
Santiago Marí Torres, né le 17 novembre 1977, est un homme politique espagnol membre du Parti populaire (PP).

## Biographie

### Vie privée
Il est marié et père de deux fils et une fille.

### Profession
Santiago Marí Torres est titulaire d'une licence en histoire de l'art, d'un master en muséologie et muséographie didactique. Il est professeur d'histoire et géographie.

### Activités politiques
Il est adjoint au maire et conseiller municipal de Sant Joan de Labritja à partir de 2011.
Le 20 décembre 2015, il est élu sénateur pour Ibiza-Formentera au Sénat et réélu en 2016.